# Israel Gohberg

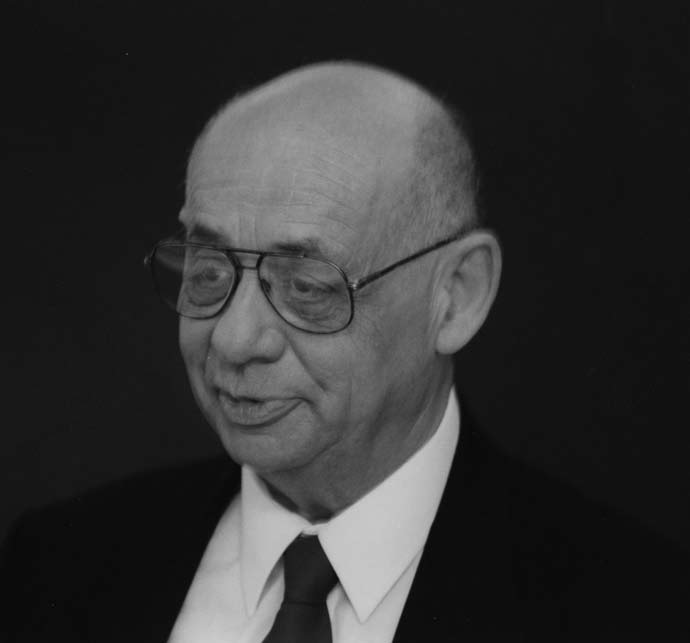

Israel Gohberg (Hebreeuws: ישראל גוכברג; Russisch: Израиль Цудикович Гохберг, Izrail' Tsudikovitsj Gokhberg) (Taroetino, 23 augustus 1928 - Ra'anana, 12 oktober 2009) was een Bessarabisch wiskundige. Hij was vooral bekend door zijn bijdragen aan de operatorentheorie en de functionaalanalyse, in het bijzonder de lineaire afbeeldingen en de integraalvergelijkingen.
Gohberg studeerde in Bisjkek en aan de universiteit van Chisinau, doctoreerde (kandidat naoek) aan de Staatsuniversiteit van Sint-Petersburg met een thesis bij Mark Krein (1954), en ging naar de Universiteit van Moskou voor een speciaal doctoraat (doktor naoek). Hij werd hoofd functionaalanalyse aan de universiteit van Chisinau (1964-73). Na zijn immigratie (alia) naar Israël, werkte Gohberg aan de Universiteit van Tel Aviv (1974) en aan het Weizmann Instituut der Wetenschappen in Rehovot. Hij was ook actief aan de Vrije Universiteit in Amsterdam, waar hij in 1983 tot hoogleraar werd benoemd, en aan de Universiteit van Calgary en de Universiteit van Maryland, College Park. Hij was ook de oprichter van het tijdschrift "Integral equations and operator theory" (1983).

## Onderscheidingen
- Humboldt-prijs (1992)
- Hans-Schneider-Preis (1993)
- ere doctoraat:
  - TU Darmstadt (1997)
  - TU Wenen (2002)
  - West University of Timișoara (2002)
  - Technion (2008)

## Publicaties
Hij publiceerde meer dan 500 artikel en verschillende boeken waaronder:
- 1986. Invariant subspaces of matrices with applications. With Peter Lancaster, and Leiba Rodman. . Vol. 51. SIAM, 1986.
- 2003. Basic classes of linear operators. With Rien Kaashoek and Seymour Goldberg.  Springer, 2003.
- 2005. Convolution equations and projection methods for their solution. Izrailʹ'. With Aronovich Felʹdman. Vol. 41. AMS Bookstore.
- 2009. Matrix polynomials.  With Peter Lancaster, and Leiba Rodman. Vol. 58. SIAM, 2009.

selectie artikelen:
- Gohberg, Israel C., and Mark Grigorʹevich Kreĭn. Introduction to the theory of linear nonselfadjoint operators in Hilbert space. Vol. 18. American Mathematical Soc., 1969.
- Gohberg, Israel, and Marinus Adriaan Kaashoek. "Time varying linear systems with boundary conditions and integral operators. I. The transfer operator and its properties." Integral equations and Operator theory 7.3 (1984): 325-391.
- Gohberg, I. Goldberg S., and M. A. Kaashoek. "Classes of linear operators, Volume 2." Bull. Amer. Math. Soc. 31 (1994), 236-243 DOI:10.1090/S0273-0979-1994-00526-9 PII (1994): 0273-0979.